# Saw 3
Saw 3 je americko-kanadský hororový film z roku 2006, který režíroval Darren Lynn Bousman, režisér předchozího dílu. Jedná se o třetí pokračování v této úspěšné hororové sérii.

## Děj
Doktorka Lynn Denlonová je unesena Jigsawovou stoupenkyní Amandou Youngovou. Jigsaw, vrah proslulý krutostmi páchanými na jeho obětech, si chce zahrát s Lynn hru. Kromě ní je v zajetí i Jeff Denlon, který pro přežití musí projít obtížnými zkouškami, které jej do života poučí, že pomstou smrt svého syna nevyřeší. Během jeho procházení zkouškami má za úkol Lynn udržet smrtelně nemocného Jigsawa při vědomí. Otázkou však je, zdali i při akutním stavu dokáže Lynn udržet Jigsawa naživu.